# Ion Sălișteanu
Ion Sălișteanu (n. 6 octombrie 1929, Pitești – d. 25 mai 2011) a fost un pictor și profesor universitar român, membru corespondent al Academiei Române din martie 2006.

## Tinerețea și personalitatea
Ion Sălișteanu s-a născut la data de 6 octombrie 1929, în municipiul Pitești. A studiat pictura între anii 1949-1955 la Institutul de Arte „Nicolae Grigorescu” din București cu profesorii Samuel Mutzner și Adam Bălțatu.
După absolvirea facultății în anul 1955, devine cadru didactic la secția pictură și membru al Uniunii Artiștilor Plastici profesioniști. Este interesat de raportul dintre artă și spațiul social, de arta medievală și bizantină, de ipostazele picturii moderne și contemporane. Lucrează mari cicluri tematice, preocupat de ordinea formelor din natură. Călătorește mult, cu mare sete de relaționare a tot ceea ce ne definește și ne înconjoară.

## Cariera
Realizează peste 4.000 de lucrări, multe figurând în cele circa 200 de expoziții de artă românească organizate în străinătate, în diferite centre culturale ale lumii, precum:
1955 – Varșovia, 1956 – Dresda, Bratislava; 1957 – Budapesta, Moscova; 1965 – Szczecin; 1967 – Frankfurt; 1968 – Uppsala, Praga, Paris, Russe; 1969 – Roma, Torino, Tel Aviv, Rijeka, Varșovia, Landschau; 1970 – Veneția, Düsseldorf, Torino, Milano, Varșovia; 1971 – Tesside, Middlesbourg, Palma de Mallorca, Leningrad, Praga Varșovia, Torino; 1973 – Eastbourne, Southampton, Toulon, Philadelphia, Washington, Akron, Saint Paul, Oskonson, Moscova, Beijing, Timzin, Madrid, Veneția; 1974 – Phenian, Quebec, Atena, Tunis, Cairo, Berlin, Moscova, Glasgow; 1975 – Berlin, Stuttgard, Moscova; 1976 – Ankara, Copenhaga, Sofia; 1978 – Lisabona, Atena, Praga, Berlin, Sofia, Moscova, 1979 – Buenos Aires, Cottbus, Berlin, Moscova, Helsinki; 1980 – Olimpia, Bari, Macerata, Roma, Napoli; 1981 – Novisad, Sarajevo, Zagreb, Sofia; 1982 – Berlin, Praga, Bratislava; 1984 – Sofia, Lisabona; 1985 – Gabrovo; 1986- Varșovia, Beijing, Sofia; 1990 – Geneva, Paris, New York; 1992 – Viena, Denver, Chișinău; 1993 – Chișinău (ca membru de onoare a U.A.P. - Moldova); 1994 – Beijing, Nanjing; 1995 – Istanbul, Ankara, Izmir; 1996 – Sofia – Trienala de pictură (premiu); 2002 – prima Bienala Internațională de la Beijing; 2004 – Palatul Parlamentului European, Bruxelles.

## Expoziții
Începând cu anul 1965, Ion Sălișteanu a avut 86 de expoziții personale în țară și străinătate, dintre care:

### Expoziții personale în străinătate (selectiv)
- 1965 – Szczecin (Polonia) – Grupul „Metaphora”
- 1970 – Bienala internațională de la Veneția
- 1973 – Klagenfurt (Austria) – cu prilejul „Zilelor culturii românești”
- 1982 - Bienala de artă realistă - Berlin și Praga
- 1983 – Expoziția „Omaggio à Picasso” – Academia di Romania
- 1985 – Cracovia, Varșovia, Tarnow (Polonia) – cu prilejul zilelor culturii românești
- 1992-1993 – Chișinău – Palatul Culturii și Marea Sală de Artă
- 1992 – Budapesta, Pasau, Viena, Bratislava – expoziție itinerantă (UNESCO)
- 1993 - Viena – cu prilejul inaugurării Centrului Cultural – Fundația Elias
- 2001 – Sofia – Marea Galerie
- 2005 – He-Ze (China) – Muzeul „Ion Sălișteanu” – cu expunere permanentă

### Expoziții personale în țară (selectiv)
- 1965 – București, Galeria „Orizont” – prima expoziție personală
- 1972 – București, „Muzeul Simu” – în cadrul Simpozionului internațional de estetică
- 1975, 1979 – București, Sălile Dalles
- 1980, 1996 – Cluj Napoca, Muzeul de Artă și Galeria Mare a U.A.P.
- 1980, 1983, 1987, 1988, 1994, 2004 – Constanța, Muzeul de Artă
- 1980 – Galați, Muzeul de Artă contemporană românească
- 1984 – București, Institutul Italian de Cultură (ca participant la Bienala de la Veneția)
- 1988 – Arad, Galeria „Arta”
- 1989 – București, Muzeul de Artă
- 1989, 1994 – Craiova, Muzeul de Artă
- 1991 – Iași, Palatul Culturii
- 1992, 1997 – București, Cercul Militar Național – inaugurarea Sălii de artă și lansarea monografiei
- 1994 – București, Teatrul Național, sălile Art-Expo, etaj ¾
- 1996 – Pitești, Muzeul de Artă
- 1996 – Sibiu, Muzeul Brukenthal
- 1997 – Reșița, Palatul Muzeal
- 2000 – București, inaugurarea Centrului Cultural Kalinderu
- 2002 – București, Banca Allianz Țiriac
- 2004 – Bistrița-Năsăud, Muzeul de Artă și Galeria Uniunii
- 2007 – Timișoara, inaugurarea Galeriei Calina.
- 2011 – Călărași, Muzeul Dunării de Jos

Participă la 136 de tabere și simpozioane de lucru în țară și străinătate între care: Kuopio (Finlanda), Belogradcik (Bulgaria), tabara internațională de la Baia Mare; Lemnos (Grecia), Izmir (Turcia); tabăra internațională Est and West Fleiss- Carei; simpozionul internațional de la Tours Fondette (Franța); simpozionul de creație Verbania Lago Maggiore (Italia); întâlnirea internațională de creație Essen (Germania); simpozionul internațional de la He-Ze (China); Nurenberg (Germania).

## Premii și distincții
- 1964, 1985 – Premiul de pictură al U.A.P.
- 1968 - Ordinul „Meritul Cultural” clasa a III-a „pentru activitate deosebită în domeniul artelor plastice”[3]
- 1971 – Premiul Ministerului Culturii
- 1972 – Premiul „Ion Adreescu” al Academiei Române;
- 1981 - Premiul internațional al artiștilor profesioniști „Trionfo”, Roma
- 1983 - Premiul internațional „Pace”, Roma
- 1983 – Premiul internațional „Omaggio a Picasso”, Palazzo Barberini, Roma
- 1996 – Cetățean de onoare al orașului natal, Pitești
- 1999 - Marele premiu al Uniunii Artiștilor Plastici din România
- 1999 – este ales Președinte de Onoare al U.A.P.
- 2000 – Ordinul național „Steaua României” în grad de Ofițer „pentru realizări artistice remarcabile și pentru promovarea culturii, de Ziua Națională a României”[4]
- 2006 – membru corespondent al Academiei Române
- 2006 – medalia de aur „140 de ani de la înființarea Academiei Române”
- 2006 – nominalizat pentru Premiul Prometeus – Opera Omnia.